# Adalbero von Eppenstein (Bischof)
Adalbero von Eppenstein († 1057 in Bamberg) war von 1053 bis zu seinem Tode Bischof von Bamberg.
Er entstammte dem Geschlecht der Eppensteiner in Kärnten und war von Mutterseite her der Neffe der Kaiserin Gisela, Ehefrau des Königs Konrad II. Er hatte den Bamberger Bischofsstuhl in den Jahren 1053 bis 1057 inne.